# Soner Ulutaş
Soner Ulutaş (* 8. September 1980 in Darmstadt) ist ein deutscher Schauspieler und Drehbuchautor.

## Leben
Ulutaş’ Eltern stammen aus der Türkei. Seine Ausbildung erhielt er zwischen 2002 und 2006 an der Actor’s Company in Aschaffenburg, wo er auch Theater spielte, und der Film Acting School Köln.
2006 spielte er die Hauptrolle in dem beim Bergischen Filmpreis mit dem Publikumspreis ausgezeichneten Kurzfilm Moneymaker von Bijan Benjamin. Ulutaş spielte in weiteren Kurz- und Langfilmen insbesondere dieses Regisseurs. 2007 spielte er im Film Straight des Berliner Regisseurs Nicolas Flessa an der Seite von Eralp Uzun und Oktay Özdemir. Bei Murat B. – Verloren in Deutschland (2009) war Ulutaş zudem am Drehbuch beteiligt. Darüber hinaus hatte er kleinere Rollen beim Fernsehen, unter anderem Wilsberg: Tod auf Rezept.